# Caudillo

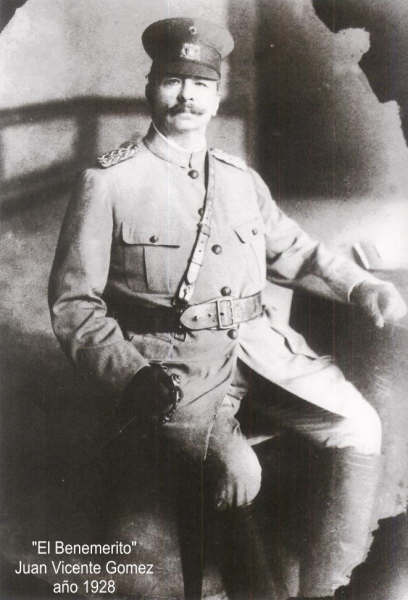
Juan Vicente Gómez (1857 – 1935)

Caudillo (plurale caudilli o caudillos; in spagnolo caudillo; in portoghese caudilho) o in italiano adattato in caudiglio, è una parola utilizzata per indicare un'autorità politico-militare a capo di un regime autoritario. Dal 1938, per antonomasia, epiteto del generale Francisco Franco, è affine al termine italiano Duce e al tedesco Führer e deriva dal latino capitellum, diminutivo di caput "testa".

## Origine
Il caudillismo è un fenomeno apparso in origine nel XIX secolo nella Guerra d'Indipendenza Venezuelana come un tipo di leader militare con personalità carismatica che utilizza demagogicamente promesse di riforme per guadagnare consenso politico e che si avvale del culto della personalità.

## Caudilli famosi
Tra gli esempi di potenti caudilli (caudillos/caudilho) nelle Americhe del 1800, Juan Manuel de Rosas e Facundo Quiroga in Argentina, José Gervasio Artigas in Uruguay, Antonio López de Santa Anna in Messico, José Rafael Carrera in Guatemala, e José Gaspar Rodríguez de Francia, detto "El Supremo", in Paraguay. In Venezuela, un secolo di caudillismo s'iniziò nel 1848 con il colpo di Stato di José Tadeo Monagas che governò il Paese insieme al fratello, seguito dopo la Guerra federale da Antonio Guzmán Blanco. Ma la tradizione del caudillismo persistette; dopo il golpe con cui il designato vicepresidente Juan Vicente Gómez rovesciò il presidente eletto, Gómez governò il Venezuela con autoritarismo fino alla sua morte.
Famosi caudilli di epoca posteriore furono Gabriel García Moreno in Ecuador e Rafael Leónidas Trujillo nella Repubblica Dominicana.
L'"uomo forte", con un seguito militare che controlla gli sviluppi politici, continuò ad essere un fattore costante nelle società latinoamericane. Il dittatore spagnolo Francisco Franco utilizzò dal 1936 il titolo Caudillo de España, diritto reale concesso da Dio (por la gracia de Dios), richiamando, com'era comune in quel periodo, i titoli di Führer e Duce. Il contemporaneo di Franco, Juan Domingo Perón, tuttavia, combatté la connotazione dei rozzi caudilli argentini del XIX secolo. Nonostante il nazionalismo del peronismo, la stampa di regime utilizzò l'anglicismo líder (dall'inglese "leader"). La morte di Cirilo Vázquez, un cacique di Acayucan (Veracruz), ebbe molta rilevanza sui giornali di Messico e USA.

### Lista dei caudilli
- Simón Bolívar (Grande Colombia, Perù, Bolivia)
- José Tomás Boves (nemico di Bolívar, capo dell'Esercito Realista di Barlovento)
- Francisco Franco (Spagna; Franco era ufficialmente intitolato El Caudillo)
- Antonio José de Sucre (Bolivia, Perù)

Messico
- Juan Álvarez
- Plutarco Élias Calles
- Lázaro Cárdenas
- Saturnino Cedillo
- Vicente Guerrero
- Adolfo de la Huerta
- Victoriano Huerta
- Álvaro Obregón
- Antonio López de Santa Anna

Repubblica Dominicana
- Joaquín Balaguer
- Rafael Leónidas Trujillo

Cuba
- Fulgencio Batista

Guatemala
- Rafael Carrera
- Alfonso Portillo
- Efraín Ríos Montt

El Salvador
- Maximiliano Hernández Martínez

Panama
- Arnulfo Arías
- Manuel Noriega

Colombia
- Jorge Eliécer Gaitán

Venezuela
- Cipriano Castro
- Juan Vicente Gómez
- Antonio Guzmán Blanco
- José Tadeo Monagas
- José Antonio Páez

Ecuador
- Lucio Gutiérrez
- Gabriel García Moreno
- José María Velasco Ibarra

Perù
- Ramón Castilla
- Alberto Fujimori
- Manuel Odría

Brasile
- Getúlio Vargas

Bolivia
- Manuel Isidoro Belzu

Paraguay
- José Gaspar Rodríguez de Francia
- Francisco Solano López

Uruguay
- Gregorio Conrado Álvarez

Cile
- Carlos Ibáñez del Campo
- Bernardo O'Higgins

Argentina
- Juan Facundo Quiroga
- Juan Felipe Ibarra
- Juan Domingo Perón
- Francisco Ramírez
- Juan Manuel de Rosas
- José de San Martín
- Justo José de Urquiza